# Георги Златков
Георги Василев Златков е български полицай, старши комисар (генерал-майор) от МВР.

## Биография
Роден е на 2 юни 1954 г. в София. Завършва Националната спортна академия, тогава Висш институт за физическа култура. От 1982 г. работи в системата на МВР като районен инспектор в ЖК Люлин. Между 1999 и 2000 г. е заместник-началник на направление „Полицейски сили за охрана“ на РЗ „Полиция“ – СДВР. От 2000 до 2006 г. е началник на направление „Охранителна полиция“ при СДВР. Между 31 октомври 2006 и 2008 г. е началник на отделение „Охранителна полиция“ при СДВР. В периода 2008 – 2014 г. е изпълнява длъжността директор на дирекция „Жандармерия“. Умира на 25 октомври 2016 г. в София. Награждаван е с Почетно отличие „За доблест и заслуга“ – ІІІ степен.